# Jordan Bayehe
Jordan Philippe Bayehe (Yaoundé, 16 ottobre 1999) è un cestista camerunese di formazione italiana, che gioca come ala-pivot.

## Carriera

### Italia

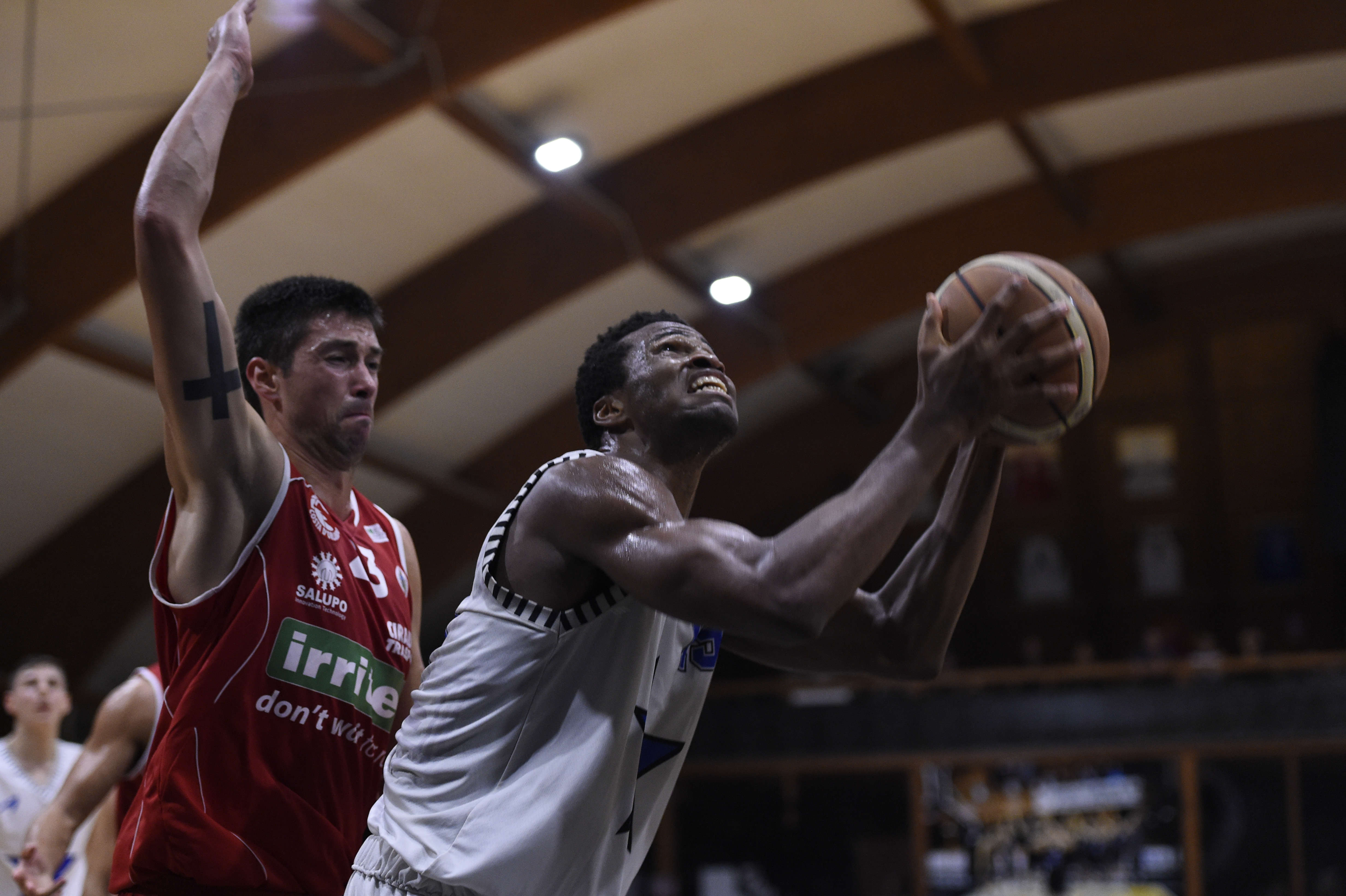
Jordan Bayehe sotto canestro, durante una partita di Serie B con la maglia della Stella Azzurra nel 2017.

Dopo aver giocato a basket fino all’età di 15 anni nella sua terra natale, il Camerun, con la maglia della squadra locale "African Can Play Basketball Academy" (ACPBA); Jordan viene reclutato nel 2015 dalla Stella Azzurra Roma.
Durante il campionato di Serie B 2017-18 esordisce tra i senior, totalizzando 9,6 punti e 9,3 rimbalzi di media in 30 partite giocate.
L'anno seguente sale di categoria, debuttando in A2 con la canotta dei Roseto Sharks. 

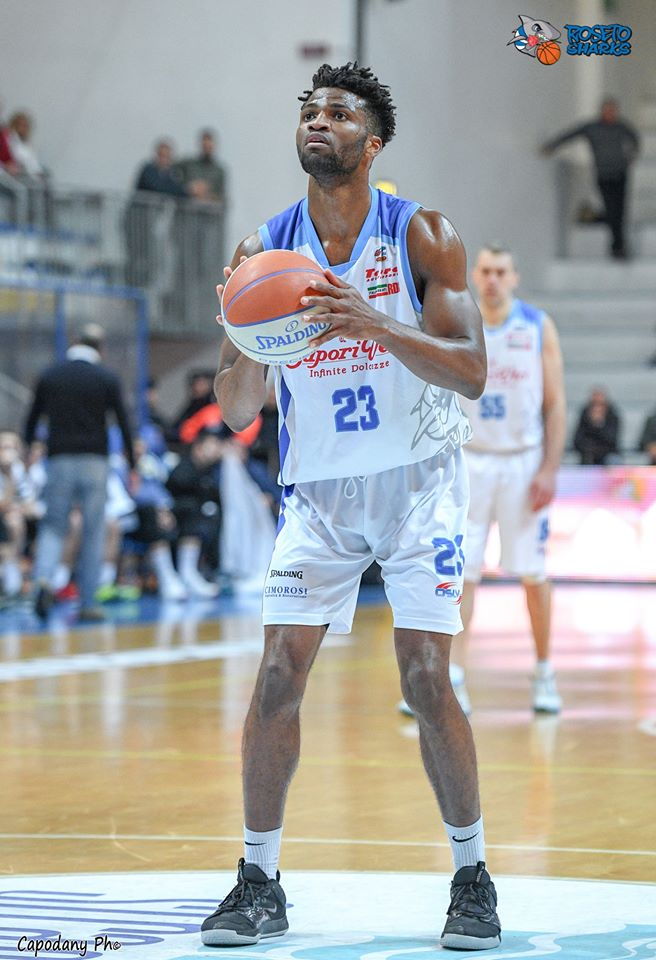
Bayehe dalla lunetta con la maglia degli Sharks.

La stagione 2019-20 in Serie A2 ha spinto Bayehe ad accettare la proposta della Pallacanestro Cantù, squadra che milita nella prima divisione italiana di pallacanestro.

## Statistiche

### Club
Stagione regolare
| Stagione        | Squadra             | Competizione | Partite | Partite | Partite | Statistiche tiro | Statistiche tiro | Statistiche tiro | Altre statistiche | Altre statistiche | Altre statistiche | Altre statistiche | Altre statistiche |
| Stagione        | Squadra             | Competizione | Pres.   | Titol.  | Minuti  | Tiri da 2        | Tiri da 3        | Liberi           | Rimb.             | Assist            | Rubate            | Stopp.            | Punti             |
| --------------- | ------------------- | ------------ | ------- | ------- | ------- | ---------------- | ---------------- | ---------------- | ----------------- | ----------------- | ----------------- | ----------------- | ----------------- |
| 2017-2018       | Stella Azzurra Roma | Serie B      | 30      | /       | 885     | 112/211          | 3/14             | 55/93            | 279               | 36                | 21                | 14                | 288               |
| 2018-2019       | Roseto Sharks       | Serie A2     | 28      | /       | 198     | 16/32            | 0/0              | 12/28            | 33                | 5                 | 33                | 4                 | 44                |
| 2019-2020       | Roseto Sharks       | Serie A2     | 26      | /       | 797     | 96/183           | 12/28            | 74/110           | 185               | 19                | 185               | 10                | 302               |
| Totale carriera |                     |              |         |         |         |                  |                  |                  |                   |                   |                   |                   |                   |

Play-off
| Stagione        | Squadra             | Competizione | Partite | Partite | Partite | Statistiche tiro | Statistiche tiro | Statistiche tiro | Altre statistiche | Altre statistiche | Altre statistiche | Altre statistiche | Altre statistiche |
| Stagione        | Squadra             | Competizione | Pres.   | Titol.  | Minuti  | Tiri da 2        | Tiri da 3        | Liberi           | Rimb.             | Assist            | Rubate            | Stopp.            | Punti             |
| --------------- | ------------------- | ------------ | ------- | ------- | ------- | ---------------- | ---------------- | ---------------- | ----------------- | ----------------- | ----------------- | ----------------- | ----------------- |
| 2017-2018       | Stella Azzurra Roma | Serie B      | 7       | /       | 182     | 18/32            | 0/2              | 12/24            | 53                | 10                | 8                 | 1                 | 48                |
| 2018-2019       | Roseto Sharks       | Serie A2     | 4       | /       | 59      | 5/9              | 0/1              | 3/4              | 12                | 0                 | 12                | 0                 | 13                |
| Totale carriera |                     |              |         |         |         |                  |                  |                  |                   |                   |                   |                   |                   |

Adidas Next Generation Tournamen
| Stagione        | Squadra             | Competizione                    | Partite | Partite | Partite | Statistiche tiro | Statistiche tiro | Statistiche tiro | Altre statistiche | Altre statistiche | Altre statistiche | Altre statistiche | Altre statistiche |
| Stagione        | Squadra             | Competizione                    | Pres.   | Titol.  | Minuti  | Tiri da 2        | Tiri da 3        | Liberi           | Rimb.             | Assist            | Rubate            | Stopp.            | Punti             |
| --------------- | ------------------- | ------------------------------- | ------- | ------- | ------- | ---------------- | ---------------- | ---------------- | ----------------- | ----------------- | ----------------- | ----------------- | ----------------- |
| 2015-2016       | Stella Azzurra Roma | Citta Di Roma Tournament (ANGT) | 3       | /       | 15,9    | 44%              | /                | 50%              | 6                 | 0,33              | 0                 | 1                 | 3,33              |
| 2016-2017       | Stella Azzurra Roma | Belgrade Tournament (ANGT)      | 4       | 2       | 32,1    | 54,5%            | /                | 62,5%            | 4,50              | 1,25              | 1,75              | 1                 | 10,25             |
| Totale carriera | Totale carriera     | Totale carriera                 | 5       | 0       | 74      | 8/15             | 5/20             | 4/6              | 26                | 6                 | 2                 | 0                 | 35                |

## Palmarès
- Coppa Italia: 1

Aquila Trento: 2025